# 崎山村 (長崎県)
崎山村（さきやまむら）は、長崎県南松浦郡にあった村。五島列島福江島の東端を村域とした。1954年（昭和29年）に福江島東部の周辺各町村と合併し市制施行、福江市となった。
現在は五島市の一部となっている。

## 地理
五島列島福江島の東端と周辺島嶼部を主な村域とする。「崎山」の地名由来として、福江火山群によって形成された半島の先に箕岳・臼岳がある事から「先山」といわれ、後に崎山の字を当てたとされる。
- 島嶼：赤島、大板部島、小板部島、立島
- 山：鬼岳、火ノ岳、箕岳、臼岳
- 港湾：崎山漁港

## 歴史
- 1889年（明治22年）4月1日 - 町村制施行により、南松浦郡崎山村が単独村制にて発足。
- 1954年（昭和29年）4月1日 - 南松浦郡福江町、奥浦村、崎山村、本山村、大浜村が合併し市制施行。福江市が発足し、崎山村は自治体として消滅。

## 地名
郷を行政区域とする。崎山村は1889年の町村制施行時に単独で自治体として発足したため、大字は無し。
- 赤島郷
- 上崎山郷
- 下崎山郷
- 長手郷
- 向郷

## 名所・旧跡
- 白浜貝塚